# ブレス (ポルノグラフィティの曲)
「ブレス」（英語: Breath）は、ポルノグラフィティの楽曲。2018年7月25日にSME Recordsより47作目のシングルとしてリリースされた。

## 概要
前作『カメレオン・レンズ』から約4か月ぶりのリリース。
ジャケットは様々な色を使った手書きの"V"を重ねたデザインとなっている（"V"は楽譜上でブレス記号を意味する）。

## リリース形態
初回生産限定盤（CD+DVD）、通常盤（CD）、期間限定生産盤（CD+DVD）の3形態でのリリース。
- 初回生産限定盤には2017年8月12日に出演した『ROCK IN JAPAN FESTIVAL 2017』で披露した全9曲のライヴ映像を収録したDVDが付属[2]。
- 期間限定生産盤には「『劇場版ポケットモンスター みんなの物語』 short movie with 「ブレス」」を収録したDVDが付属[2]。また、ジャケットが映画仕様となっている他、ポケモンカードゲーム スペシャルキラカード「イーブイ」が封入されている[2]。

## 収録曲

### CD
| #         | タイトル                                      | 作詞      | 作曲      | 編曲                      | 時間  |
| --------- | --------------------------------------------- | --------- | --------- | ------------------------- | ----- |
| 1.        | 「ブレス」                                    | 新藤晴一  | 岡野昭仁  | tasuku, Porno Graffitti   | 5:08  |
| 2.        | 「海月」                                      | 岡野昭仁  | 岡野昭仁  | tasuku, Porno Graffitti   | 4:24  |
| 3.        | 「ライラ」                                    | 新藤晴一  | 新藤晴一  | 宗本康兵, Porno Graffitti | 4:42  |
| 4.        | 「ブレス (instrumental)」(期間限定生産盤のみ) |           |           |                           |       |
| 合計時間: | 合計時間:                                     | 合計時間: | 合計時間: | 合計時間:                 | 14:14 |

### DVD

#### 初回生産限定盤
| #  | タイトル                 | 作詞 | 作曲・編曲 |
| -- | ------------------------ | ---- | ---------- |
| 1. | 「今宵、月が見えずとも」 |      |            |
| 2. | 「メリッサ」             |      |            |
| 3. | 「アゲハ蝶」             |      |            |
| 4. | 「THE DAY」              |      |            |
| 5. | 「渦」                   |      |            |
| 6. | 「Mugen」                |      |            |
| 7. | 「オー！リバル」         |      |            |
| 8. | 「ハネウマライダー」     |      |            |
| 9. | 「アポロ」               |      |            |

#### 期間限定生産盤
| #  | タイトル                                                                  | 作詞 | 作曲・編曲 |
| -- | ------------------------------------------------------------------------- | ---- | ---------- |
| 1. | 「『劇場版ポケットモンスター みんなの物語』 short movie with 「ブレス」」 |      |            |

## 楽曲解説
1. ブレス
  - 『劇場版ポケットモンスター みんなの物語』の主題歌として書き下ろされた楽曲。
  - 映画サイドからは「キング&クイーン」を例に、「ポルノさんらしいハイテンポな曲を」というリクエストを受けていたが[3]、メンバー曰く「もっと全方位に、大多数に向けたポップソングを作ったほうがいいんじゃないか」という思いから複数の楽曲が制作され、その中から本楽曲が主題歌に選ばれた[3][2]。
  - アレンジ面はかなりの時間をかけて練られたもので[4]、ストリングスの存在感やギターのオブリガートやメロディをよりを生かすため、音数を限りなく絞っている他[2]、「カメレオン・レンズ」と同じく打ち込みを主体としている[5]。
  - 「登場人物がそれぞれ小さな悩みを抱え、それを乗り越えていく」という映画のストーリーを踏まえ[2]、「周りの意見に流されず、自分自身を見失わないこと」「自分の信じた未来に向かって進むこと」を後押しするような歌詞となっている[2]。
  - 2018年9月に尾道市の広島県立びんご運動公園で開催された凱旋野外ライヴ『しまなみロマンスポルノ'18 〜Deep Breath〜』のタイトルを冠し、同ライヴで初披露された。
2. 海月
  - EDM調の楽曲。元々は前作『カメレオン・レンズ』のカップリング曲として制作されていた[3]。
  - 歌詞はタイトルの通り「海月（くらげ）」をモチーフとしている[3]。
3. ライラ
  - ロシア民謡から着想を得た楽曲。間奏では「コロブチカ」が引用されている他[6]、記載はないが歌詞中にはロシア語の単語が幾つか登場している[7][6]。
  - 前作から打ち込み主体の曲が続いていたこともあり、「人力だけで完結する曲をやりたい」と、生楽器によるクリックなしの一発録りでレコーディングが行われた[6]。
  - ライヴでは間奏の岡野による長セリフの箇所が、会場や会場地域に合わせて言い換えられる[8]。また、間奏では楽器隊によるソロ回しが行われ、新藤が「ultra soul」を演奏するお決まりがある[8]。

## タイアップ
ブレス
- 『劇場版ポケットモンスター みんなの物語』主題歌
- 『広島国際映画祭2018』オフィシャル応援ソング

## Guest Musicians
1. ブレス
  - Strings: 門脇大輔ストリングス
  - Chorus: 榎本司, 尾形颯太, 杉田徠夢, 奈緒美クレール, 藤森愛梨, うぐいすボーイズ&ガールズ
  - Claps: パチパチぱっちんず
  - Programiming&Other All Instruments: tasuku
2. 海月
  - Programiming&Other All Instruments: tasuku
3. ライラ
  - Drums: 柏倉隆史
  - Bass: 上田健司
  - Apf, Accordion: 宗本康兵
  - Fiddle: 弦一徹
  - Chorus&Voice シルビア・グラブ, 林希, ライラボーイズ
  - Claps: パチパチぱっちんず

## 収録作品
| タイトル | 収録作品 |
| -------- | --- |
| ブレス   | - アルバム - 12thアルバム『暁』 - オムニバスアルバム『ポケモンTVアニメ主題歌 BEST OF BEST OF BEST 1997-2022』 - ミュージックビデオ - 12thアルバム『暁』 - ライヴDVD/BD『18thライヴサーキット "暁" Live at NIPPON BUDOKAN 2023』 - ライヴ映像 - ライヴDVD/BD『ポルノグラフィティ20th Anniversary Special Live Box』 - ライヴアルバム - ライヴアルバム『"NIPPONロマンスポルノ'19〜神vs神〜" DAY2 (LIVE)』 |
| 海月     | - ライヴ映像 - ライヴDVD/BD『16thライヴサーキット "UNFADED" Live in YOKOHAMA ARENA 2019』 - ライヴDVD/BD『ポルノグラフィティ20th Anniversary Special Live Box』 - 51stシングル『テーマソング』 |
| ライラ   | - ライヴ映像 - ライヴDVD/BD『16thライヴサーキット "UNFADED" Live in YOKOHAMA ARENA 2019』 - ライヴDVD/BD『ポルノグラフィティ20th Anniversary Special Live Box』 |